# FIFA 100
La FIFA 100 és una llista que va fer el llegendari futbolista Pelé en connivència amb la FIFA triant els "més grans futbolistes vivents". Desvelada el 4 de març de 2004 en una gala a Londres, la llista FIFA 100 formava part de les celebracions del centenari de la fundació de la Fédération Internationale de Football Association (FIFA), el màxim organisme internacional del futbol.
El 100 es refereix per tant al centenari de la FIFA i no al nombre de futbolistes llistats, que és de fet 125; Pelé havia de seleccionar en principi 50 futbolistes en actiu i 50 de retirats, per un total de 100, però va trobar difícil limitar el nombre de jugadors retirats a només 50. La llista conté 123 homes i 2 dones (Michelle Akers i Mia Hamm). En el moment de confegir la llista, 50 dels jugadors estaven encara en actiu, i 75 estaven ja retirats. La llista va generar una sèrie de crítiques tant per la sobre (o sub) representació d'alguns països, així com per l'exclusió de jugadors importants.

## LlistaFIFA 100per països
| Alemanya - Michael Ballack - Franz Beckenbauer - Paul Breitner - Oliver Kahn - Jürgen Klinsmann - Sepp Maier - Lothar Matthäus - Gerd Müller - Karl Heinz Rummenigge - Uwe Seeler | Argentina - Gabriel Omar Batistuta - Hernán Crespo - Mario Alberto Kempes - Diego Armando Maradona - Daniel Passarella - Javier Saviola - Omar Sívori - Alfredo Di Stéfano - Juan Sebastián Verón - Javier Zanetti                                               | Bèlgica - Jan Ceulemans - Jean-Marie Pfaff - Franky Van der Elst | Brasil - Carlos Alberto - Cafú - Roberto Carlos - Falcão - Júnior - Pelé - Rivaldo - Rivelino - Romário - Ronaldinho - Ronaldo - Djalma Santos - Nilton Santos - Sócrates - Zico                                                                            |
| Bulgària - Hristo Stoítxkov | Croàcia - Davor Šuker | França - Éric Cantona - Marcel Desailly - Didier Deschamps - Just Fontaine - Thierry Henry - Raymond Kopa - Jean-Pierre Papin - Robert Pires - Michel Platini - Lilian Thuram - Marius Trésor - David Trezeguet - Patrick Vieira - Zinédine Zidane | Ghana - Abedi Pele |
| Camerun - Roger Milla | Dinamarca - Michael Laudrup - Brian Laudrup - Peter Schmeichel | França - Éric Cantona - Marcel Desailly - Didier Deschamps - Just Fontaine - Thierry Henry - Raymond Kopa - Jean-Pierre Papin - Robert Pires - Michel Platini - Lilian Thuram - Marius Trésor - David Trezeguet - Patrick Vieira - Zinédine Zidane | Hongria - Ferenc Puskás |
| Xile - Elías Figueroa - Iván Zamorano | Escòcia - Kenny Dalglish | França - Éric Cantona - Marcel Desailly - Didier Deschamps - Just Fontaine - Thierry Henry - Raymond Kopa - Jean-Pierre Papin - Robert Pires - Michel Platini - Lilian Thuram - Marius Trésor - David Trezeguet - Patrick Vieira - Zinédine Zidane | Anglaterra - Gordon Banks - David Beckham - Bobby Charlton - Kevin Keegan - Gary Lineker - Michael Owen - Alan Shearer |
| Colòmbia - Carlos Valderrama | Espanya - Emilio Butragueño - Luis Enrique Martínez - Raúl González | França - Éric Cantona - Marcel Desailly - Didier Deschamps - Just Fontaine - Thierry Henry - Raymond Kopa - Jean-Pierre Papin - Robert Pires - Michel Platini - Lilian Thuram - Marius Trésor - David Trezeguet - Patrick Vieira - Zinédine Zidane | Anglaterra - Gordon Banks - David Beckham - Bobby Charlton - Kevin Keegan - Gary Lineker - Michael Owen - Alan Shearer |
| Corea del Sud - Hong Myung-bo | Estats Units - Michelle Akers - Mia Hamm | França - Éric Cantona - Marcel Desailly - Didier Deschamps - Just Fontaine - Thierry Henry - Raymond Kopa - Jean-Pierre Papin - Robert Pires - Michel Platini - Lilian Thuram - Marius Trésor - David Trezeguet - Patrick Vieira - Zinédine Zidane | Anglaterra - Gordon Banks - David Beckham - Bobby Charlton - Kevin Keegan - Gary Lineker - Michael Owen - Alan Shearer |
| Irlanda - Roy Keane | Itàlia - Roberto Baggio - Franco Baresi - Giuseppe Bergomi - Giampiero Boniperti - Gianluigi Buffon - Giacinto Facchetti - Paolo Maldini - Alessandro Nesta - Alessandro del Piero - Gianni Rivera - Paolo Rossi - Francesco Totti - Christian Vieri - Dino Zoff | Nigèria - Jay-Jay Okocha | Països Baixos - Dennis Bergkamp - Johan Cruyff - Edgar Davids - Ruud Gullit - Willy van de Kerkhof - René van de Kerkhof - Patrick Kluivert - Johan Neeskens - Ruud van Nistelrooy - Rob Rensenbrink - Frank Rijkaard - Clarence Seedorf - Marco van Basten |
| Irlanda del Nord - George Best | Itàlia - Roberto Baggio - Franco Baresi - Giuseppe Bergomi - Giampiero Boniperti - Gianluigi Buffon - Giacinto Facchetti - Paolo Maldini - Alessandro Nesta - Alessandro del Piero - Gianni Rivera - Paolo Rossi - Francesco Totti - Christian Vieri - Dino Zoff | Paraguai - Romerito | Països Baixos - Dennis Bergkamp - Johan Cruyff - Edgar Davids - Ruud Gullit - Willy van de Kerkhof - René van de Kerkhof - Patrick Kluivert - Johan Neeskens - Ruud van Nistelrooy - Rob Rensenbrink - Frank Rijkaard - Clarence Seedorf - Marco van Basten |
| Japó - Hidetoshi Nakata | Itàlia - Roberto Baggio - Franco Baresi - Giuseppe Bergomi - Giampiero Boniperti - Gianluigi Buffon - Giacinto Facchetti - Paolo Maldini - Alessandro Nesta - Alessandro del Piero - Gianni Rivera - Paolo Rossi - Francesco Totti - Christian Vieri - Dino Zoff | Perú - Teófilo Cubillas | Països Baixos - Dennis Bergkamp - Johan Cruyff - Edgar Davids - Ruud Gullit - Willy van de Kerkhof - René van de Kerkhof - Patrick Kluivert - Johan Neeskens - Ruud van Nistelrooy - Rob Rensenbrink - Frank Rijkaard - Clarence Seedorf - Marco van Basten |
| Libèria - George Weah | Itàlia - Roberto Baggio - Franco Baresi - Giuseppe Bergomi - Giampiero Boniperti - Gianluigi Buffon - Giacinto Facchetti - Paolo Maldini - Alessandro Nesta - Alessandro del Piero - Gianni Rivera - Paolo Rossi - Francesco Totti - Christian Vieri - Dino Zoff | Polònia - Zbigniew Boniek | Països Baixos - Dennis Bergkamp - Johan Cruyff - Edgar Davids - Ruud Gullit - Willy van de Kerkhof - René van de Kerkhof - Patrick Kluivert - Johan Neeskens - Ruud van Nistelrooy - Rob Rensenbrink - Frank Rijkaard - Clarence Seedorf - Marco van Basten |
| Mèxic - Hugo Sánchez | Itàlia - Roberto Baggio - Franco Baresi - Giuseppe Bergomi - Giampiero Boniperti - Gianluigi Buffon - Giacinto Facchetti - Paolo Maldini - Alessandro Nesta - Alessandro del Piero - Gianni Rivera - Paolo Rossi - Francesco Totti - Christian Vieri - Dino Zoff | Portugal - Rui Costa - Eusébio - Luís Figo | Països Baixos - Dennis Bergkamp - Johan Cruyff - Edgar Davids - Ruud Gullit - Willy van de Kerkhof - René van de Kerkhof - Patrick Kluivert - Johan Neeskens - Ruud van Nistelrooy - Rob Rensenbrink - Frank Rijkaard - Clarence Seedorf - Marco van Basten |
| República Txeca / Txecoslovàquia - Josef Masopust - Pavel Nedved | Romania - Gheorghe Hagi | Rússia - Rinat Dassàiev | Senegal - El Hadji Diouf |
| Turquia - Emre - Rüştü Reçber | Ucraïna - Andrí Xevtxenko | Uruguai - Enzo Francescoli | |